# Grigorovich M-15
Grigorovich M-15 (định danh gốc ShCh M-15 (tiếng Nga: Щ М-15), đôi khi còn gọi là 
Shchetinin M-15) là một loại tàu bay hai tầng cánh của Đế quốc Nga trong Chiến tranh thế giới I, được phát triển từ M-9.

## Quốc gia sử dụng
Phần Lan
- Không quân Phần Lan

 Nga
- Hải quân Nga

 Liên Xô

## Tính năng kỹ chiến thuật (M-15)
Dữ liệu lấy từ Thulinista Hornettiin
Đặc điểm tổng quát
- Kíp lái: 2
- Chiều dài: 8,40 m (ft in)
- Sải cánh: 11,9 m (ft in)
- Chiều cao: m (ft in)
- Diện tích cánh: 44.0 m² (ft²)
- Trọng lượng rỗng: 840 kg (lb)
- Trọng lượng có tải: kg (lb)
- Trọng tải có ích: kg (kg)
- Trọng lượng cất cánh tối đa: 1.320 kg (lb)
- Động cơ: 1 × Hispano-Suiza, kW (140 hp)

 Hiệu suất bay 
- Tốc độ không vượt quá: km/h (knots, mph)
- Vận tốc cực đại: 125 km/h (knots, mph)
- Vận tốc hành trình: km/h (knots, mph)
- Vận tốc tắt ngưỡng: km/h (knots, mph)
- Tầm bay: km (nm, mi, 5,5 h)
- Trần bay: 3.500 m (ft)
- Vận tốc lên cao: m/s (ft/phút)
- Tải trên cánh: kg/m² (lb/ft²)
- Công suất/trọng lượng: W/kg (hp/lb)

Trang bị vũ khí

1x súng máy